# Meister von 1419
Als Meister von 1419 (englisch Master of 1419) wird ein italienischer Maler bezeichnet, der von 1419 bis ungefähr 1430 in Florenz tätig war. Der namentlich nicht bekannte Künstler ist nach der Jahreszahl auf einem seiner Bilder benannt.

## Namensgebung und Werk
Der Meister von 1419 erhielt seinen Notnamen nach seinem Bild einer Madonna mit Kind unter Engeln, das auf dem Rahmen mit einer Inschrift auf 1419 datiert ist. Die Inschrift weist das Werk als eine Stiftung des Marchese Antonio di Domenico Guigni aus. Es war der Mittelteil eines Triptychons, das nach Aufstellung in der Kirche Santa Maria a Latera in Barberino di Mugello bei Florenz und dem Abriss dieser Kirche 1516 dann in die nahegelegene Kirche San Jacopo alla Cavallina gelangte. Dort im 18. Jahrhundert noch als dreiteiliges Werk nachweisbar, wurde es dann zerteilt. Der Mittelteil gelangte aus der Sammlung von Robert Crawshay 1953 nach Ohio, wo er sich heute im Cleveland Museum of Art findet. Die Flügel des Altars, die Heilige zeigen, sind in Privatbesitz.
Um das Bild in Ohio wurden dem Meister von 1419 mehr als zwölf weitere Bilder zugeschrieben, wobei der Werkkatalog dieses Künstlers aber nicht genau festzulegen ist.

## Stil
Stilistisch geht der Meister von 1419 von Lorenzo Monaco aus, dessen Schüler er vermutlich war. Jedoch entwickelt er dessen noch hochgotische Malweise zu einer mehr der antiken Klassik folgenden Malweise der Frührenaissance weiter, wie sie sich auch bei Fra Angelico (1390/5–1455) findet. In dieser Entwicklung werden der Einfluss von Masolino da Panicale auf den Meister und der grundlegende Unterschied zwischen dem internationalen Stil der Spätgotik und dem der frühen Renaissance erkennbar. Als Beispiel für diesen Unterschied wird ein dem Meister von 1419 zugeschriebenes Triptychon herangezogen. Das Bild stellt den heiligen Julian mit zwei weiteren Heiligen dar, es stammt aus der in der Collegiata errichteten Kapelle San Giuliano und ist heute im dortigen Museum von San Gimignano zu sehen. Das auf Goldhintergrund fein ausgeführte Bild beginnt die Figuren sehr lebensnah und in beobachteter Perspektive darzustellen, im Gegensatz zu der oft formelhaften Sprache der Gotik seiner Vorgänger.
Um den Meister von 1419 zeigt sich nach Ansicht mancher Experten ein Kreis von seinem Werk beeinflusster Bilder anderer Florentinischer Maler wie Rosello di Jacopo Franchi (1377–1456), Giovanni Toscani (1370–1430) oder auch weiter Paolo Uccello (1397–1475). Deren Werke stehen wie die des Meisters am Übergang des späten italienischen Mittelalters in die Frührenaissance.

## Identifizierung
Es wird vorgeschlagen, den Meister von 1419 mit dem florentinischen Maler Battista di Biagio Sanguigni (1393–1451) zu identifizieren. Sanguigni ist der namentlich nachweisbare erste Mitarbeiter von Fra Angelico.